# Fantasía romántica

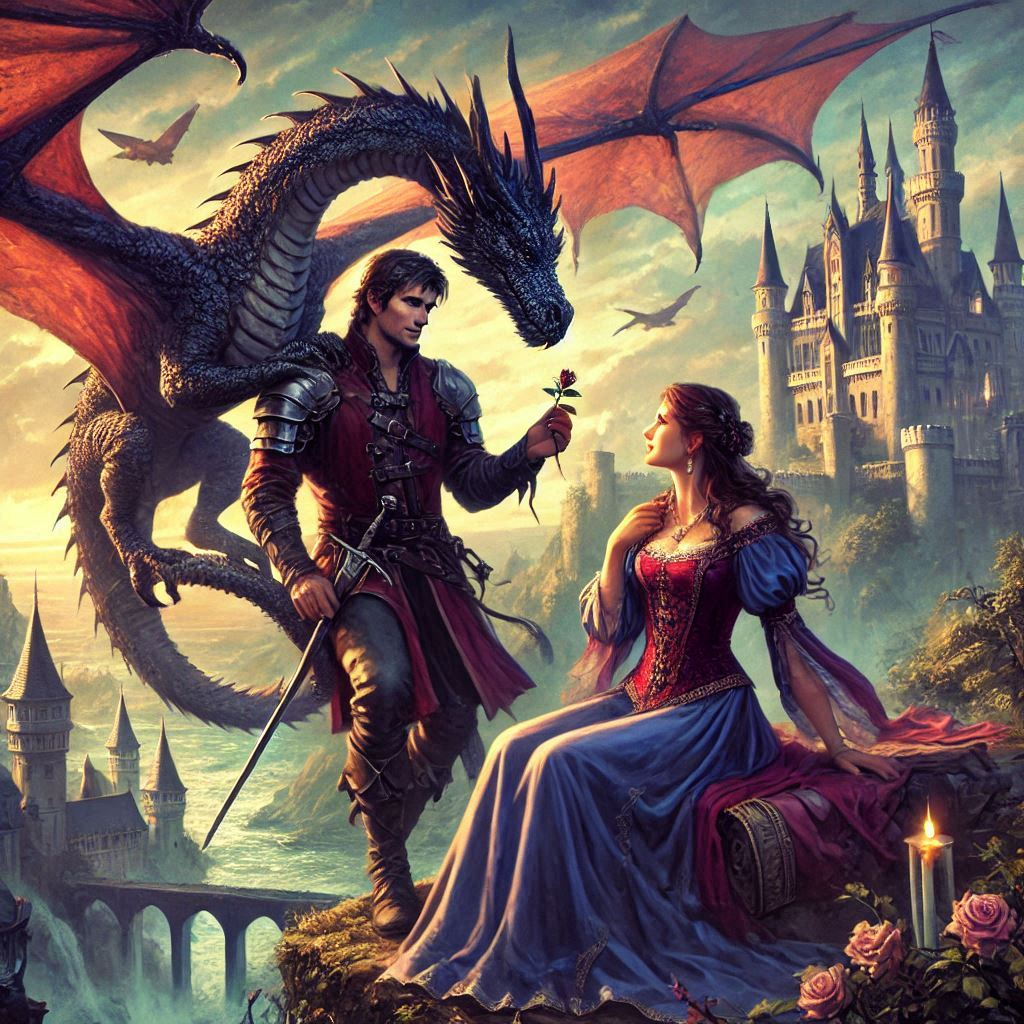
Una ilustración genérica, creada con DALL-E 3, de un mundo de fantasía romántico típico.

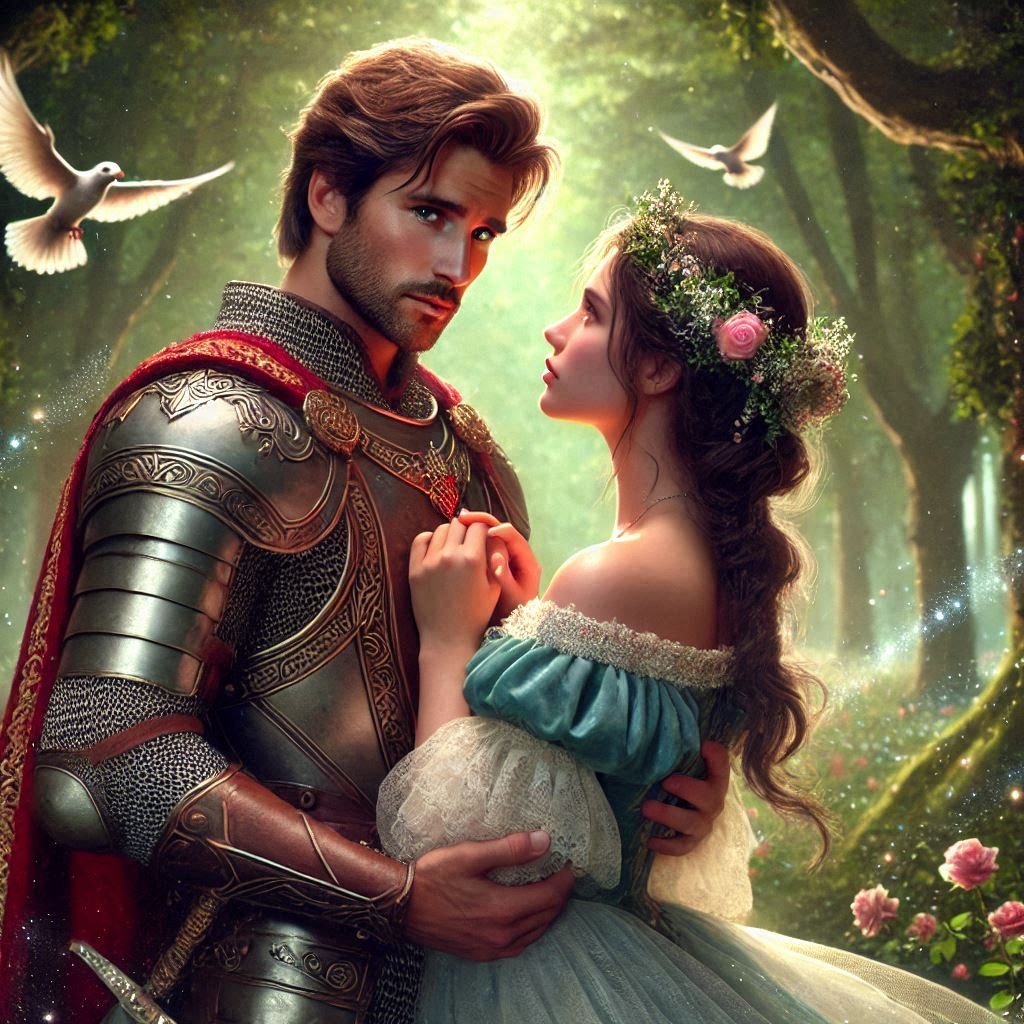
Una ilustración genérica, creada con DALL-E 3, de un mundo de fantasía romántico típico.

La fantasía romántica, también conocida con el neologismo inglés romantasy, es un subgénero de género fantástico de ficción que combina la fantasía y el romance, describiendo una historia de fantasía utilizando muchos de los elementos y convenciones del género del romance caballeresco. Una de las características clave de la fantasía romántica es el enfoque en las relaciones sociales, políticas y románticas.
La fantasía romántica ha sido publicada tanto en colecciones de novela de fantasía como en las de novela romántica. Como resultado del éxito financiero de autoras como Sarah J. Maas y Rebecca Yarros en la década de 2000, los editores crearon sellos para centrarse en este subgénero. Algunos editores distinguen entre «fantasía romántica», donde los elementos de fantasía son más importantes, y «romance de fantasía», donde el romance es más importante. Otros dicen que «la frontera entre el romance de fantasía y la fantasía romántica ha dejado esencialmente de existir, o si todavía existe, se mueve de ida y vuelta constantemente». El historiador especializado en juegos Stu Horvath señaló que «los héroes y heroínas de la fantasía romántica buscan la conexión social y la riqueza emocional. En lugar de seguir solos, encuentran su lugar en una comunidad y un propósito más grande que ellos mismos. Las habilidades mágicas y psíquicas son a menudo talentos innatos; los animales inteligentes hablan; y las sociedades son igualitarias».

## Ejemplos destacados
Algunos de los casos más conocidos del subgénero de fantasía romántica incluyen:
Literatura
- La saga Crepúsculo de Stephenie Meyer: una historia de amor entre Bella Swan, una chica humana, y Edward Cullen, un vampiro, ambientada en un mundo donde seres sobrenaturales coexisten con los humanos.
- Serie La Cuarta Ala de Rebecca Yarros
- La princesa prometida (1973) de William Goldman : ambientada en un mundo mágico, presenta la relación romántica entre la princesa Buttercup y su amor verdadero, Westley.
- Serie Una corte de rosas y espinas de Sarah J. Maas
- Stardust (1999) de Neil Gaiman, que sigue el viaje de un joven a un reino mágico para recuperar una estrella caída para la chica que quiere que sea su novia.
- La serie Los Inmortales de Tamora Pierce
- Serie Lost Continent (también conocida como Aronsdale)  de Catherine Asaro
- Cuentos de la serie de los quinientos reinos de Mercedes Lackey
- La princesa y el duende (1872) de George MacDonald

Películas
- La Bella y la Bestia (1991) – Adaptación animada de Disney del clásico cuento de hadas, que se centra en la relación romántica entre Bella, una joven, y la Bestia, un príncipe que se transforma por un hechizo en un monstruo como castigo por su arrogancia y crueldad.
- La Sirenita (1989) – Adaptación animada de Disney de la historia de Hans Christian Andersen, centrada en el romance entre una sirena y un príncipe humano, mientras ella sacrifica mucho por amor.
- La princesa prometida (1987) – La adaptación cinematográfica de la novela de William Goldman, que se desarrolla en un mundo mágico y presenta la relación romántica entre la princesa Buttercup y su verdadero amor, Westley.
- Serie de películas Crepúsculo (2008-2012): adaptaciones cinematográficas de las novelas de Stephenie Meyer, centradas en la historia de amor sobrenatural entre una niña humana y un vampiro.
- La forma del agua (2017) – Sigue a una limpiadora muda en un laboratorio gubernamental de alta seguridad que se enamora de una criatura anfibia humanoide capturada.
- Eduardo Manostiejras (1990) – Una historia ambientada en un mundo visualmente fantástico que se centra en Edward, un humanoide artificial inacabado que tiene tijeras en lugar de manos, que se enamora de Kim, una adolescente en un barrio suburbano estadounidense.
- Ghost (1990) – se centra en un banquero asesinado, cuyo fantasma se propone salvar a su novia de la persona que lo mató, con la ayuda de un psíquico.
- Leyenda (1985) – Una aventura mágica en la que la princesa Lily y un héroe llamado Jack deben frustrar el malvado plan del Señor de las Tinieblas para cubrir el mundo con una noche eterna.
- Cenicienta (1950): adaptación cinematográfica animada de Disney del clásico cuento popular europeo, que se centra en la relación romántica entre Cenicienta y el Príncipe Azul, en un mundo mágico de cuento de hadas.

Televisión
- Buffy la cazavampiros (1997–2003) – Una serie de televisión de culto que se centra en las aventuras de la adolescente Buffy, quien fue elegida para luchar contra vampiros y otras criaturas, y también explora su relación romántica con el vampiro Ángel.
- True Blood (2008–2014): una adaptación televisiva de la serie de libros The Southern Vampire Mysteries de Charlaine Harris. La serie se desarrolla en un mundo donde los vampiros coexisten con los humanos y presenta la relación romántica entre una camarera telepática y un vampiro misterioso.
- La Bella y la Bestia (1987-1990): una versión moderna del clásico cuento de hadas que se desarrolla en Nueva York a finales de la década de 1980 y se centra en el romance entre Catherine, una abogada exitosa, y Vincent, un hombre misterioso con forma de león que vive en los túneles debajo de la ciudad.